# Màscara penjoll de Benín
La màscara penjoll de Benín és un retrat miniatura escultòric de vori que representa a la reina mare Idia de l'Imperi de Benín del segle xvi, amb forma de màscara tradicional africana. Fou portat, no com a màscara, si no com a penjoll pel seu fill Esigie, que va regnar com a Oba de Benín gràcies a l'ajut militar d'Idia.
Hi ha dues màscares gairebé idèntiques: una al Museu Britànic de Londres i l'altre al Metropolitan Museum of Art de la ciutat de Nova York. Ambdues és caracteritzen per representar a la reina amb el rostre seré, un tocat de corall vermell, un collaret del mateix material al coll, escarificació per incrustacions de ferro al front, i estar emmarcades per una tiara oberta i calada, i un collar amb éssers simbòlics, així com bucles dobles a cada costat per fixar el penjoll.
Hi han també d'altres representacions del mateix tema en el Museu d'Art de Seattle, en el Museu Linden de Stuttgart, i a col·leccions privades, totes descobertes durant l'expedició a Benín de 1897.
La màscara ha esdevingut un emblema d'art de la Nigèria moderna. Així, va aparèixer en els bitllets d'un naira el 1973, i va ser triada com l'emblema oficial del festival cultural panafricanista FESTAC 77 de 1977.